# Phoracantha laetabilis
Phoracantha laetabilis är en skalbaggsart som beskrevs av Blackburn 1894. Phoracantha laetabilis ingår i släktet Phoracantha och familjen långhorningar. Inga underarter finns listade i Catalogue of Life.